# Jans Koerts
Jans Koerts (Eefde, 24 augustus 1969) is een Nederlands voormalig wielrenner. Hij was een sterke sprinter die de bijnaam de beul van Eefde kreeg.

## Biografie

### Carrière
Jans Koerts was beroepswielrenner van 1992 tot en met 2005. Hij maakte in zijn carrière deel uit van verschillende ploegen, waaronder PDM, Rabobank, Chocolade Jacques en Cofidis. Hoewel hij regelmatig zijn overwinningen meepikte, nam hij pas in 2000 voor het eerst deel aan de Ronde van Frankrijk. Hij mengde zich regelmatig in de massasprints. In hetzelfde jaar won hij in de Ronde van Spanje zijn eerste etappe in een grote ronde. In 2001 werd Koerts Nederlands kampioen in Nijmegen; hij won dat jaar ook een etappe in Parijs-Nice.
In juli 2005 liep Koerts door een zware val tijdens een koers in Portugal een meervoudige beenbreuk op. Ook allebei zijn enkels waren gebroken. Na een periode van revalidatie gaf zijn ploeg Cofidis (waar hij op voorspraak van Stuart O'Grady een contract had gekregen) eind augustus van dat jaar aan zijn contract niet te verlengen.

### Doping
Op 25 juli 2007 gaf Koerts toe doping te hebben gebruikt tijdens zijn carrière. Koerts zei dat in het televisieprogramma De Avondetappe van de NOS. Koerts gaf aan dat hij geen spijt heeft van de doping. "Nee, dat heb ik niet. Je komt op een gegeven moment op een punt in je loopbaan dat je moet kiezen. Of je beschouwt je loopbaan als mislukt of je doet mee. Ik heb meegedaan."

## Overwinningen
1989
- Omloop Houtse Linies

1990
- 4e etappe Teleflex Tour
- Ronde van Saksen

1991
- Ronde van Noord-Holland
- Ster van Zwolle
- 1e etappe OZ Wielerweekend
- 4e en 5e etappe Circuit Franco-Belge

1992
- Ronde van Belgisch Limburg

1993
- 1e etappe Ronde van Portugal

1994
- GP Denain
- 1e etappe Ronde van Poitou-Charentes

1995
- Omloop van het Houtland

1996
- GP Rik Van Steenbergen
- GP Jef Scherens
- 2e etappe Teleflex Tour
- 3e etappe Ronde van Burgos

1998
- 5e etappe Ronde van Denemarken

1999
- Ronde van Noord-Holland
- Ronde van Drenthe
- 2e etappe Ster der Beloften
- 1e en 4e etappe Ronde van de Kaap
- 1e en 2e etappe Ronde van Nedersaksen
- Eindklassement OZ Wielerweekend

2000
- Ronde van Bochum
- Omloop van het Waasland
- 3e etappe Driedaagse van De Panne
- 3e etappe Ronde van Spanje

2001
- Nederlands kampioenschap op de weg
- 3e etappe Parijs-Nice
- 4e en 6e etappe Ronde van Langkawi
- 4e etappe Ronde van Picardië

2003
- GP van Isbergues
- Tour de Rijke
- Ronde van Noord-Holland
- Halle-Ingooigem
- 4e etappe Ronde van Denemarken
- 4e etappe Ronde van Saksen
- 2e etappe Ronde van België

2004
- Tour de Rijke

## Resultaten in voornaamste wedstrijden
| Jaar | Ronde van Italië | Ronde van Frankrijk | Ronde van Spanje |
| ---- | ---------------- | ------------------- | ---------------- |
| 1993 |                  |                     |                  |
| 1994 |                  |                     |                  |
| 1995 |                  |                     |                  |
| 1996 |                  |                     |                  |
| 1997 |                  |                     | opgave           |
| 1998 |                  |                     |                  |
| 1999 |                  |                     |                  |
| 2000 |                  | buiten tijd         | opgave (1)       |
| 2001 |                  |                     |                  |
| 2002 |                  |                     |                  |
| 2003 |                  |                     |                  |
| 2004 |                  |                     |                  |
| 2005 |                  |                     |                  |

| Jaar | Milaan-San Remo | Ronde van Vlaanderen | Parijs-Roubaix | Parijs-Brussel | Parijs-Tours |  | WK op de weg |
| ---- | --------------- | -------------------- | -------------- | -------------- | ------------ |  | ------------ |
| 1993 |                 |                      |                |                |              |  |              |
| 1994 |                 |                      |                | 24e            | 45e          |  |              |
| 1995 |                 |                      |                |                |              |  |              |
| 1996 |                 |                      |                | 14e            |              |  |              |
| 1997 |                 |                      | 39e            |                |              |  |              |
| 1998 |                 |                      | opgave         |                |              |  |              |
| 1999 |                 |                      |                | 48e            |              |  |              |
| 2000 |                 | opgave               |                |                | 110e         |  | opgave       |
| 2001 |                 | opgave               | opgave         |                |              |  |              |
| 2002 |                 |                      | opgave         | Brons          |              |  | 58e          |
| 2003 |                 | opgave               |                |                |              |  |              |
| 2004 |                 | opgave               | opgave         |                |              |  |              |
| 2005 | 165e            | opgave               | opgave         |                |              |  |              |